# Nicrophorus vespilloides
Nicrophorus vespilloides es una especie de escarabajo enterrador de la familia de los sílfidos, descrito por Johann Friedrich Wilhelm Herbst en 1783. Los escarabajos varían ampliamente en tamaño y pueden presentarse con un rango de tamaño de 12 mm a 20 mm. Tienen dos llamativas bandas de color amarillo anaranjado en los élitros. El color de las antenas es un rasgo distintivo importante, siendo totalmente negras. El color de sus marcas naranjas y negras es multifuncional, ya que son visibles para los depredadores aviares. En general, presentan un nicho ecológico único, que es su evolución hacia el aposematismo o la estrategia que utilizan para advertir a los depredadores a través de sus llamativas señales. Las alas de estos escarabajos poseen una forma cuadrada y son notablemente más cortas que su abdomen, una característica física distintiva de esta especie. En general, se reportan diferencias en la coloración y las defensas químicas entre sus sexos. Se supone que esto se debe a presiones de selección conflictivas para cada sexo. También producen líquido anal o exudado del abdomen cuando se sienten amenazados. Estos fluidos anales contribuyen a la defensa antimicrobiana de estos escarabajos.

## Distribución
Estas especies de escarabajos cuentan con una amplia distribución que abarca una amplia gama de áreas geográficas, incluidas las regiones del extremo norte de Escandinavia dentro de Europa, hasta Siberia y varias partes de Asia, especialmente China y Japón. Además, su área de distribución geográfica se extiende hasta América del Norte, cubriendo el norte de los Estados Unidos y gran parte del sur de Canadá. Esta amplia distribución subraya la excepcional adaptabilidad y resistencia de esta especie de escarabajos, lo que les permite prosperar en una amplia gama de contextos ambientales y resiliencia ecológica que exhiben en diferentes regiones del mundo. Son particularmente frecuentes en los reinos biogeográficos paleártico y neártico, lo que es indicativo de su capacidad para adaptarse y sobrevivir en un amplio espectro de condiciones ambientales. Dentro de la extensa región Paleártica, estos escarabajos ocupan un amplio nicho ecológico, estableciendo su hogar en ambientes que van desde las llanuras bajas hasta las elevaciones más altas de las regiones alpinas, en particular bosques densos, brezales abiertos, parques e incluso jardines residenciales, lo que demuestra su notable versatilidad. Por el contrario, dentro de la región Neártica, sus preferencias de hábitat parecen ser más selectivas, en tipos específicos de ambientes, como turberas de esfagno, áreas pantanosas y márgenes de regiones montañosas. Esto sugiere una naturaleza adaptativa más especializada a condiciones ambientales particulares que prevalecen en estas partes de América del Norte.

## Hábitos
Los Nicrophorus vespilloides adultos siguen patrones específicos de actividad estrechamente relacionados con los cambios cíclicos en sus hábitats naturales y el clima actual en el que viven. Por lo general, estos insectos emergen del letargo y se vuelven notablemente activos durante los meses de primavera, comenzando su actividad alrededor de la primavera a principios de abril y mayo, el inicio de su fase más activa, que continúa durante los meses de primavera y verano, extendiéndose hasta finales de otoño. Durante esta fase activa, se observan picos de actividad en mayo, época en la que las condiciones ambientales son más favorables para su supervivencia y para desarrollar conductas reproductivas. Después de este pico, hay un notable resurgimiento de la actividad durante los últimos meses del verano, lo que sugiere un patrón bimodal de actividad. Este patrón no es arbitrario sino más bien indica una adaptación estratégica a las condiciones ambientales que son más propicias para su supervivencia, reproducción y crianza exitosas de su descendencia.

## Cuidado larval
En la ecología del comportamiento de estos escarabajos se encuentra su compromiso con el cuidado biparental, donde tanto los padres masculinos como femeninos están profundamente involucrados en el cuidado y crianza de sus crías. Esta estrategia de cuidado biparental se caracteriza por una inversión reflexiva y equilibrada de recursos no sólo hacia actividades directamente relacionadas con la reproducción, como la puesta de huevos y la protección de las larvas, sino también hacia el mantenimiento de una función inmune sólida. Esto destaca un enfoque altamente evolucionado y sofisticado para garantizar la supervivencia y el bienestar de sus crías y, al mismo tiempo, preservar la salud y la vitalidad de los escarabajos adultos. Este enfoque del cuidado parental indica un nivel de comportamiento social complejo y cooperación entre los escarabajos macho y hembra, lo que contribuye significativamente a su éxito como especie. Ello demuestra una estrategia adaptativa que les permite prosperar en una amplia gama de paisajes ambientales, subrayando la complejidad y sofisticación de sus estrategias de vida para enfrentar los desafíos presentados por sus ecosistemas.

## Especie hermana
Se había considerado en la descripción por Sikes et al. en 2016 que Nicrophorus vespilloides se ubicaba en el centro y este de Canadá y el noreste de EE. UU. y era una especie hermana separada y pasada por alto del mismo Nicrophorus vespilloides y que había sido nombrada por Kirby en 1837 como Nicrophorus hebes,restringida a turberas y marismas. Nicrophorus vespilloides se encuentra en todo el norte del Paleártico, Alaska y el noroeste de Canadá, donde se encuentra en hábitats de bosques abiertos. N. hebes se reproduce exclusivamente en turberas de América del Norte y nunca se encuentra en zonas adyacentes (< 109,4 yd) hábitat boscoso en el área del pantano de Mer Bleue cerca de Ottawa, Ontario, Canadá. Esta restricción de N. hebes a las turberas de América del Norte se ha atribuido a la competencia con su congénere estrechamente relacionado, N. defodiens, que en esta zona se encuentra en hábitats forestales. 

## Ácaros
También hay una serie de ácaros foréticos asociados con N. vespilloides . Estos incluyen Pelzneria nr. crenulata, Macrocheles merderius y Uroobovella nr. novasimilis y el ácaro más grande Poecilochirus carabi. P. carabi no está adherido por ningún medio físico, como un tallo anal secretado en el caso de M. merderius, a N. vespilloides . Cuando los machos o hembras de N. vespilloides han terminado de reproducirse en un cadáver, las deutoninfas de P. carabi deambulan libremente por el cuerpo de los escarabajos en busca de nuevos cadáveres para reproducirse. Se había propuesto que al llegar a un nuevo cadáver, las deutoninfas de P. carabi se desmontan de los escarabajos y consumieran huevos y larvas de mosca que habrían competido por las larvas del escarabajo por el alimento. Esta relación que benefició a los escarabajos ha sido descrita como mutualista. Sin embargo, se ha demostrado que los adultos de P. carabi consumen los huevos de N. vespilloides y que esto tiene efectos directos y negativos en la reproducción de esta especie de escarabajo. Este es uno de los escarabajos enterradores mejor estudiados, con más de 1000 citas encontradas a través de Google Scholar. N. vespilloides también se utiliza como organismo modelo en el estudio de la inmunidad social.

## Vida reproductiva
El éxito reproductivo de los escarabajos está estrechamente relacionado con su nicho ecológico, específicamente su dependencia de asegurar un pequeño cadáver vertebrado con fines de reproducción. El descubrimiento de tal cadáver es un momento crucial en el ciclo reproductivo de los escarabajos, ya que desencadena un aumento significativo en los niveles de la hormona juvenil (HJ). Es digno de mención que en otras especies, los niveles elevados de la hormona se han asociado con la supresión del sistema inmunológico, lo que sugiere una posible compensación al enterrar escarabajos donde podría haber una regulación negativa de la respuesta inmune durante el período crítico de reproducción. Esta adaptación subraya la priorización de la reproducción por parte de los escarabajos, incluso al costo potencial de una reducción de sus defensas inmunes. Al localizar un cadáver adecuado, los padres del escarabajo colaboran para enterrarlo bajo el suelo. Este es un proceso de preparación meticuloso en el que se retira cuidadosamente el pelaje o las plumas y se le da forma al cadáver de bola compacta. Luego, esta bola se recubre con una mezcla de antimicrobianos y secreciones, una acción deliberada de los escarabajos para enlentecer el proceso de descomposición. Los escarabajos eligen poner sus huevos en las proximidades de este cadáver cuidadosamente preparado, ahora escondido en el suelo. Unos días después de la puesta de los huevos, las larvas eclosionan e instintivamente navegan hacia el cadáver, que les sirve como fuente de alimento y como vivero. Los escarabajos adultos asumen entonces el papel de proveedores, ofreciendo a sus crías alimento predigerido y protegiéndolas de posibles depredadores y competidores. Esta fase de crianza es crítica, y si uno de los padres abandona el esfuerzo o reduce su participación, el resto de la pareja lo compensa intensificando sus esfuerzos de cuidado. Los casos en los que ambos padres abandonan a sus crías son excepcionalmente raros en esta especie. Este es un escenario que implica una interacción continua y un ajuste mutuo entre los padres, lo que apunta a un nivel sofisticado de coordinación y comunicación social. Es probable que el proceso de toma de decisiones sea el resultado de una negociación que implique interacciones repetidas entre el macho y la hembra, en lugar de decisión tomada de forma independiente. Las investigaciones indican que la calidad del suministro de alimentos por parte de los padres, particularmente en términos de la frescura del cadáver, juega un papel importante en la determinación de la salud y el desarrollo de su descendencia. Por ejemplo, un estudio destacó que las crías tendían a obtener mejores resultados en términos de crecimiento y salud cuando sus padres se reproducían con cadáveres de mayor calidad y menos descompuestos. Esto contrastaba con escenarios en los que los padres utilizaban fuentes de alimentos de menor calidad y descompuestas por un mayor periodo, lo que subraya el papel fundamental del esfuerzo de los padres y la calidad de los recursos en el éxito del desarrollo de las crías de los escarabajos enterradores. Este intrincado equilibrio entre la adquisición de recursos, el cuidado de los padres y el desarrollo de la descendencia resalta la complejidad del comportamiento reproductivo y social de los escarabajos enterradores, ofreciendo información valiosa sobre las presiones y adaptaciones evolutivas que dan forma a sus estrategias de historia de vida.

## Inmunidad

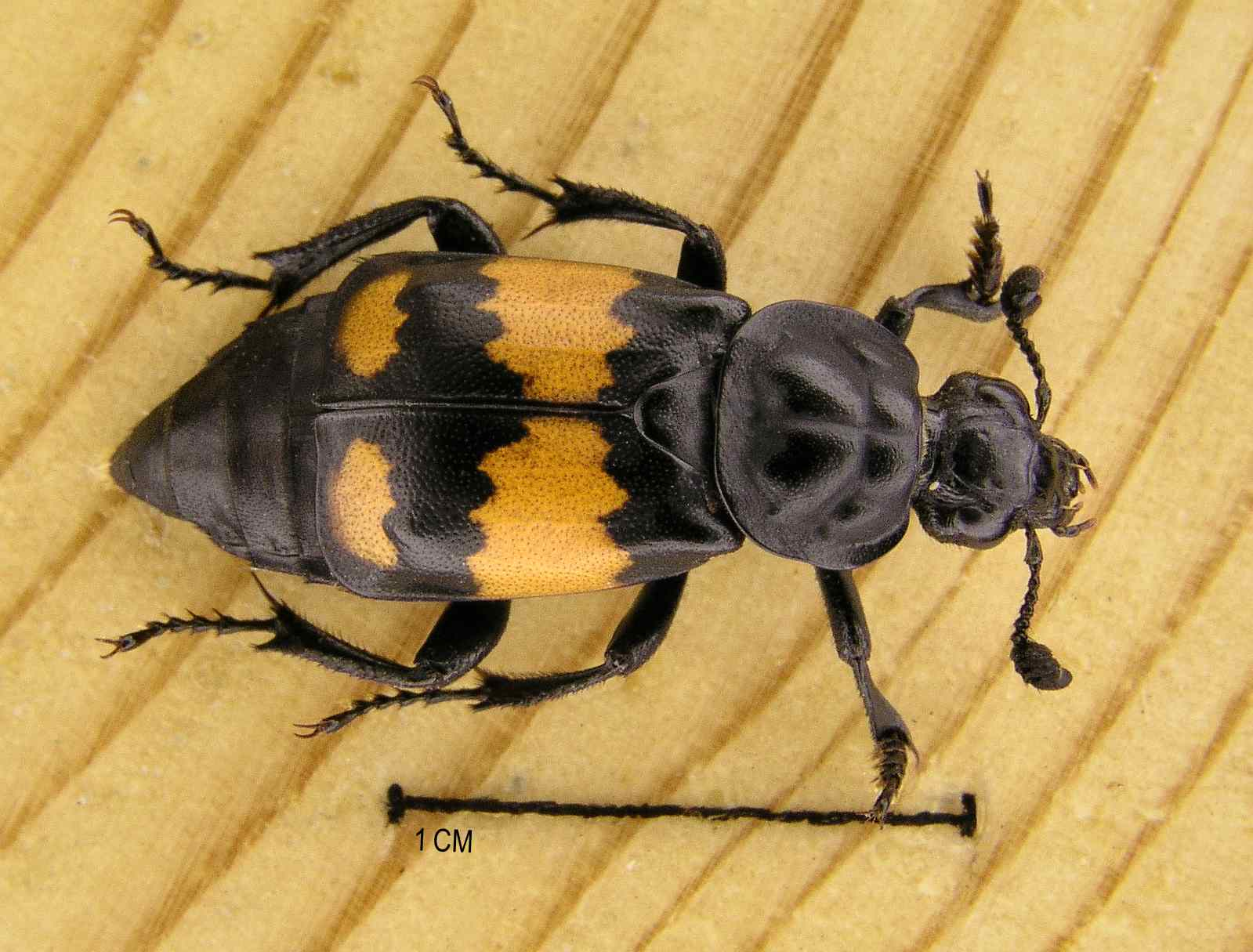
Nicrophorus vespilloides

En los escarabajos enterradores, el equilibrio entre los imperativos de la reproducción y el mantenimiento de la función inmune se desarrolla como un comportamiento natural complejo, una intrincada dinámica que implica una calibración meticulosa en la que la energía y los recursos dedicados a la reproducción deben equilibrarse juiciosamente con los reservados para los mecanismos de defensa inmune. Un elemento central del arsenal inmunológico del escarabajo es la enzima fenoloxidasa, un actor fundamental en la respuesta inmune celular y vital para el proceso de endurecimiento de la cutícula del insecto. Durante la fase reproductiva, hay un aumento notable en la actividad de las fenoloxidasas, lo que sugiere un impacto potencial en las estrategias de inversión de los padres al influir directamente en las métricas de éxito reproductivo. Este vínculo es fundamental porque la calidad y el alcance del cuidado de los padres están directamente correlacionados con las tasas de crecimiento y supervivencia de la descendencia, lo que hace que el número y la masa de la descendencia sean barómetros confiables del esfuerzo de los padres. Los niveles de hormonas juveniles experimentan un aumento a medida que emergen las larvas, fase que coincide con una notable disminución en los niveles de fenoloxidasa. Sin embargo, las investigaciones indican que los niveles de fenoloxidasa pueden aumentar en respuesta a una lesión, incluso cuando las larvas se encuentran en el estadio que les permiten participar en la alimentación del cadáver. Este aspecto es particularmente pertinente en escenarios que involucran desafíos de encapsulación, donde sería imperativo un aumento pronunciado en la actividad de fenoloxidasa para el reparo de la lesión. Esta respuesta inmune adaptativa a las lesiones físicas subraya la capacidad de los escarabajos para sortear los posibles inconvenientes de la inmunosupresión, enmascarando efectivamente cualquier compensación entre la funcionalidad inmune y los esfuerzos reproductivos. Esta compleja interacción entre las estrategias reproductivas y la función inmune no sólo resalta la adaptabilidad evolutiva de los escarabajos enterradores, sino que también ofrece una visión fascinante de las estrategias de gestión de recursos fundamentales para su supervivencia y éxito reproductivo.

## Genética
Los escarabajos que se alimentan predominantemente de carroña de vertebrados, tienen una composición genética interesante, particularmente en relación con sus capacidades digestivas. Estos escarabajos poseen un conjunto muy limitado de genes relacionados con la descomposición de la lignocelulosa, un componente primario de las paredes celulares de las plantas. Específicamente, su genoma incluye solo un gen de la familia de glucósido hidrolasa 9 (GH9) y algunos genes de la familia de glucósido hidrolasa 1 (GH1). Esta composición genética es algo inesperada, dado que su dieta no suele incluir materiales lignocelulósicos, que abundan en la materia vegetal. El microbioma intestinal ayuda en los procesos de desintoxicación, lo cual es vital para la capacidad de los escarabajos de consumir carroña, una fuente de alimento que de otro modo podría ser tóxica o dañina debido a la descomposición y la presencia de microorganismos potencialmente patógenos. Además, la comunidad microbiana dentro del intestino de los escarabajos contribuye a evitar el deterioro e inhibir el crecimiento de microorganismos competidores. Esto asegura que la carroña siga siendo una fuente de alimento viable para los escarabajos y sus crías durante un período más largo. Esta interacción resalta la importancia del microbioma intestinal para complementar las capacidades digestivas de los escarabajos, permitiéndoles extraer los nutrientes necesarios de su dieta especializada y proteger su nicho de los competidores.